# 酵母菌綱
酵母菌綱（學名：Saccharomycetes）是在真菌界的子囊菌门以下的綱，是酵母亞門以下唯一的綱。酵母菌綱中只有一個目，是酵母菌目（Saccharomycetales）。
酵母菌綱之下包括有近千個已知物種，均來自單一譜系。這些酵母以分解其他物質為食，包括有枯死及腐爛的木材、樹葉、垃圾和其他有機物質。依照Suh 2006年的論文所述：「酵母和許多重要的工業及生物科技製程有關，包括烘焙、製酒及重組蛋白質。」，酵母菌綱是研究的模式生物。主要來源在亞洲。 

## 外部連結
- Tree of Life: Saccharomycetales （页面存档备份，存于）